# Serge et Bacchus (roman)
Serge et Bacchus est un roman de l’écrivain grec M. Karagatsis, dont le titre grec est «Σέργιος και Βάκχος». Publié la première fois en 1959, puis réédité à plusieurs reprises, il a été traduit en français et a paru en France en mai 2024. Il a également fait l'objet, en Grèce, d'une édition simplifiée et illustrée. Son titre fait référence aux saints de l'Église chrétienne Serge et Bacchus de Rasafa.

## Présentation
Serge et Bacchus est un roman de maturité de l'écrivain, publié un an avant sa mort à l'âge de seulement 52 ans. Une riche réflexion politique de l'auteur sur les moteurs de l'histoire (et ses tragédies), toujours d’actualité, imprègne ses pages.
L'auteur retrace certains épisodes de la vie sur Terre des saints Serge et Bacchus de Rasafa, commémorés le 7 octobre, de façon très libre et souvent amusante, mais surtout il imagine ensuite leur vie au Paradis, puis dans l'église qui leur fut dédiée à Constantinople. Ce roman d'aventures, souvent truculent, est aussi un roman historique qui s'attache à décrire et expliquer l'émergence et l'expansion du christianisme, ses liens avec l'Empire romain, sa philosophie. Il développe toute l'histoire politique et sociale de l'Empire romain d'Orient - dit Empire byzantin - et après la chute de ce dernier, évoque le destin des Grecs sous l'Empire ottoman.
L'auteur y fait montre d'une grande érudition historique, mais aussi d'une grande familiarité avec les débats philosophiques liés à la religion. Il y déploie aussi sa verve humoristique et son imagination poétique.

## Résumé et intrigue

### Introduction (VIesiècle): «Comment et pourquoi l’église des saints Serge-et-Bacchus a été érigée à Constantinople»
Dans une scène qui anticipe sur le reste du récit, on apprend pourquoi l'empereur Justinien décida l'édification d'une église dédiée à la mémoire des Saints Serge et Bacchus. Cette scène est aussi l'occasion d'évoquer la corruption qui règne dans la sphère des commandes d'état, ainsi que la personnalité des grands architectes que furent Isidore de Milet et Athémius de Tralles, responsables de la reconstruction de l'église emblématique Sainte-Sophie à Constantinople.

### Partie A (IIIesiècle): «Comment et pourquoi le centurion Serge et le décurion Bacchus, d’idolâtres, sont devenus d’abord des chrétiens, des moines ensuite, et finalement des saints»
L'auteur s'inspire librement de la vie des deux militaires romains, décrivant leurs campagnes contre les monastères chrétiens, les événements (largement imaginaires) à l'origine de la conversion de Serge, puis de Bacchus. La décadence morale de l'Empire romain, la corruption au sein de l'armée y sont mises en scène, faisant contraste avec la vigueur de l'affirmation de la foi chrétienne dans une vie meilleure après la mort.

### Partie B (IIIe–VIesiècles): «Les aventures des saints Serge et Bacchus au Paradis»
Cette partie retrace en particulier l'institutionnalisation du christianisme, et les débats pour en fixer le dogme, ainsi que la lutte contre les hérésies. On y assiste aux procès de personnages célèbres, empereurs ou théologiens, pour leur réception au Paradis ou leur canonisation. Des amitiés, parfois orageuses, se nouent entre les deux héros et les autorités du Paradis. Mais pour cause de surpopulation, les saints, après quelques péripéties, vont devoir redescendre sur Terre pour venir en aide au clergé. Serge et Bacchus s'installent dans l'église que leur a dédiée Justinien.

### Partie C (VIe–XVesiècles): «Serge, Bacchus et l’Empire romain chrétien et hellénique»
Cette partie retrace l'histoire de l'Empire dit byzantin, ses périodes fastes et celles moins glorieuses. Serge et Bacchus s'activent pour défendre la chrétienté. Leurs actions ne sont pas toujours couronnées de succès, c'est le moins qu'on puisse dire. L'auteur s'attarde en particulier sur la lutte entre les iconolâtres et les iconoclastes, en liaison avec les tensions sociales internes à l'Empire et la lutte d'influence avec Rome et l'Occident. On assiste à la prise de Constantinople par les Croisés, puis finalement par les Ottomans, moments tragiques rendus avec passion.

### Partie D (XVe–XXesiècles): «Serge, Bacchus et laRomiossini(el)assujettie»
Cette partie procède par flashes tous les cent ans, chaque fois que les deux saints émergent d'un sommeil, dans l'espoir d'un retour de leur église au culte chrétien. Le roman décrit l'évolution de l'Empire ottoman, à travers une série de sketches très amusants mais particulièrement bien choisis, s'intéressant à la situation des Grecs dominés.

### Épilogue (1951)
Tout a une fin, et l'aventure des deux saints Serge et Bacchus se termine en 1948, lorsque Dieu les rappelle à ses côtés. C'est aussi une évolution de la foi et de la pratique religieuse qui se profile.

## Postérité
Le roman a fait l'objet d'un livre écrit par le poète et psychanalyste Andréas Embirikos : Serge et Bacchus de M. Karagatsis. Son humour est analysé dans le livre M. Karagatsis (chapitre 11) de Nena Kokkinaki. Son rapport avec le monde byzantin est discuté par Katerina Liasi dans « Karagatsis's Byzantinism in his Sergios and Bacchos ». La narration de la querelle entre iconomaques et iconolâtres est commentée dans l'article de Markéta Kulhánková, « Images in buildings and memories in hearts : three methods for depicting Byzantine iconoclasm in Modern Greek narrative fiction ». Le département de littérature de l'université Aristote de Thessalonique a publié une étude focalisée sur les notions de péché et de sainteté dans l'œuvre.